# Urich (Misuri)
Urich es una ciudad ubicada en el condado de Henry en el estado estadounidense de Misuri. En el Censo de 2010 tenía una población de 505 habitantes y una densidad poblacional de 482,63 personas por km².

## Geografía
Urich se encuentra ubicada en las coordenadas 38°27′38″N 93°59′56″O / 38.46056, -93.99889. Según la Oficina del Censo de los Estados Unidos, Urich tiene una superficie total de 1.05 km², de la cual 1.05 km² corresponden a tierra firme y (0%) 0 km² es agua.

## Demografía
Según el censo de 2010, había 505 personas residiendo en Urich. La densidad de población era de 482,63 hab./km². De los 505 habitantes, Urich estaba compuesto por el 96.83% blancos, el 1.19% eran afroamericanos, el 0.99% eran amerindios, el 0% eran asiáticos, el 0% eran isleños del Pacífico, el 0.2% eran de otras razas y el 0.79% pertenecían a dos o más razas. Del total de la población el 0.4% eran hispanos o latinos de cualquier raza.